# Tour Marguerite
La tour Marguerite anciennement dénommée tour au Febvre ou Grosse Tour est une ancienne tour de flanquement des fortifications de la ville et la dernière conservée, sur les douze tours et les trois portes fortifiées, que comptait l'enceinte urbaine d'Argentan, qui se dresse dans le département de l'Orne, en région Normandie. L'édifice est classé au titre des monuments historiques.

## Localisation
La tour Marguerite est située au bas de la rue de la Vicomté à Argentan, dans le département français de l'Orne.

## Historique
La ville est fortifiée au XIIe siècle sous le règne d'Henri Ier Beauclerc.
La ville se dote d'une enceinte de douze tours vers 1360 qui est détruite, à la demande des bourgeois de la ville sous Louis XIII. La muraille était percée de trois portes, au nord, à l'est et à l'ouest. On peut évoquer le souvenir de ses fossé en parcourant aujourd'hui les rues de la République, de la Poterie et de l'Hôtel-de-Ville.
La tour prend son nom actuel au XVIIe siècle peut-être en lien avec Marguerite de Lorraine ou en lien avec une jeune femme qui y aurait été emprisonnée. L'édifice sert de prison pour filles supposées débauchées sous Louis XIV.
La tour sert de dépôt pour la ville aux XVIIIe – XIXe siècles et aussi de cellule de dégrisement jusque dans les années 1930.
L'édifice perd sa toiture dans les combats de la bataille de Normandie, qui ne sera restaurée qu'au début des années 1990. La tour sert désormais de lieu d'exposition.

## Description
La tour du XVe siècle, couronnée de mâchicoulis posés sur des corbeaux à trois ressauts successifs, et coiffée en poivrière, qui se dressait au nord-ouest des remparts de la cité, mesure 17 mètres de haut et 10 mètres de diamètre, et comporte trois étages reliés par un escalier en vis.

## Protection
La tour Marguerite est classée au titre des monuments historiques par arrêté du 9 septembre 1965.